# Oburu Odinga
 Oburu Ngona Odinga, né le 15 ou le 7 octobre 1943  est un homme d'État kényan, d'origine luo. Il a été membre de l'Assemblée législative est-africaine, ministre de l'Économie et des Finances et membre du parlement de son pays.
Il appartient à une famille politique très connue, son frère est Raila Odinga, et leur père Jaramogi Oginga Odinga a été un personnage très important pendant la lutte pour l'indépendance.